# Getúlio Vargas (kommun i Brasilien)
Getúlio Vargas är en kommun i Brasilien.   Den ligger i delstaten Rio Grande do Sul, i den södra delen av landet, 1 400 km söder om huvudstaden Brasília. Antalet invånare är 16 156.
Trakten runt Getúlio Vargas består till största delen av jordbruksmark. Runt Getúlio Vargas är det glesbefolkat, med 12 invånare per kvadratkilometer.